# Gotcha (videogioco)
Gotcha è un videogioco arcade sviluppato dalla Atari e distribuito nell'ottobre 1973. Si tratta del quarto titolo realizzato dalla compagnia, dopo Pong (primo grande successo dell'industria videoludica), Space Race  e Pong Doubles (entrambi del 1973). In Gotcha, due giocatori si muovono attraverso un labirinto, che cambia continuamente nel tempo: l'uno interpreta il ruolo del "Pursuer" ("Perseguitatore"), che deve tentare di catturare l'altro, il "Pursued" ("Perseguitato"). Se riesce nel suo scopo entro il tempo stabilito, guadagna un punto e vengono azzerate le posizioni di entrambi. Man mano che l'inseguitore si avvicina al suo obiettivo, il gioco emette un suono elettronico pulsante sempre più veloce.
Gotcha è stato creato da Allan Alcorn, già ideatore di Pong, ed un suo prototipo è stato costruito dal Cyan Engineering, un'azienda sussidiaria e semi-indipendente dell'Atari, specializzata in ricerca tecnologica. La produzione dell'opera iniziò nel luglio 1973 come parte di una strategia della compagnia che prevedeva la realizzazione di più tipi di giochi per staccarsi dalla concorrenza, occupata principalmente a fabbricare cloni di Pong. Il cabinato venne progettato da George Faraco, inizialmente con i joystick racchiusi in cupole rosa pensate per rappresentare il seno femminile. Tuttavia questo design, sebbene ispirò il volantino pubblicitario sul quale è rappresentato un uomo che insegue una donna in una camicia da notte, venne abbandonato subito prima del rilascio, in favore a dei comandi tradizionali.
Il videogioco non fu un successo commerciale. Fonti successive infatti riferirono che all'epoca suscitò «poco più di una controversia», anche se una di esse sostiene che ne vennero vendute almeno 3.000 unità. Oltre a quella originale in bianco e nero, vennero prodotte altre versioni, colorate, in serie limitate. In particolare, una di queste, multicolore, è ritenuta il primo gioco arcade a colori della storia.

## Modalità di gioco
Come detto, Gotcha è un gioco a due giocatori in cui uno tenta di catturare l'altro, rincorrendolo attraverso un labirinto. Quest'ultimo è composto da uno schema ripetuto di elementi impostati su più colonne nella schermata. Più il "Pursuer", rappresentato da un quadrato, si avvicina al "Pursued", identificato invece da una crocetta, più un segnale acustico elettronico incomincerà a suonare ad un ritmo crescente. Ogniqualvolta riesce a catturarlo, ottiene un punto, lo scenario scompare per un breve momento ed egli viene spostato in una posizione casuale sul lato destro dello schermo. 
Non vi è alcun punteggio per il "Pursued", quindi determinare chi vince è lasciato agli sfidanti. Il labirinto stesso è in perpetua evoluzione, con due linee invisibili a metà schermo che lo scansionano in continuazione e ne sovrascrivono gli elementi. Sulla parte superiore c'è il punteggio del "Pursuer" e il tempo della partita (che varia da cabinato a cabinato da un minimo di 30 secondi fino ad un massimo di 2 minuti). Quando questo finisce, il gioco entra in modalità attrattiva, in cui il punteggio si azzera e il quadrato e la crocetta iniziano a rimbalzare attorno al labirinto in un modello diagonale mentre l'ambientazione continua a mutare. Ogni partita costava un quarto di dollaro.

## Sviluppo

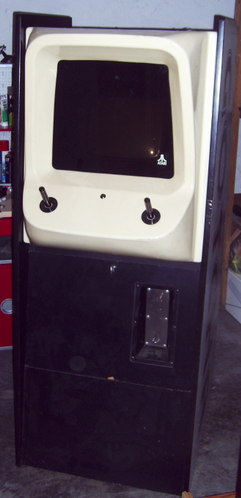
Una versione finale del cabinato di Gotcha, senza le periferiche di gioco.

La produzione di Gotcha iniziò nel luglio 1973, e rappresentava la quarta fatica dell'Atari, dopo Pong, Space Race e Pong Doubles. La casa di sviluppo era interessata a realizzare giochi che li potesse distinguere dai concorrenti, che stavano saturando il mercato di cloni di Pong, che si era rivelato un successo gigantesco. Infatti dopo Space Race, si concentrò immediatamente su Gotcha, per il quale venne chiamato Allan Alcorn, già game designer dei due precedenti prodotti. A questi venne l'idea per il gioco da un difetto che a volte aveva notato quando testava le macchine per Pong: ovvero che se una parte del circuito che convertiva i punteggi in immagini sugli schermi era malfunzionante, allora alcune parti dei numeri si sparpagliavano per la schermata. Alcorn pensò che combinare quel difetto intenzionalmente con un circuito di movimento potesse creare labirinti mutabili dinamicamente. Un prototipo del gioco venne realizzato da Steve Mayer, della Cyan Engineering, che in quel periodo era diventata una sussidiaria indipendente di ricerca e sviluppo di Atari.
Il cabinato del gioco venne realizzato dal progettista della Atari, George Faraco. Il suo design prevedeva un joystick per ogni giocatore, che era racchiuso in una cupola rosa sulla quale il giocatore avrebbe appoggiato le mani per controllare i joystick, e che doveva rappresentare la mammella di un seno. Successivamente Faraco riconobbe che queste periferiche «non avevano né capezzoli, né niente, ma per via delle dimensioni dei "dispositivi" uno accanto all'altro, si avrebbe avuto un'impressione efficace di ciò che dovevano rappresentare: un seno».
Anche Don Lange, secondo ingegnere della compagnia che aveva assistito alla produzione del videogioco, affermò che il progetto del cabinato era interamente frutto dell'immaginazione di Faranco, che Regan Chang, co-progettatore, definì «avere idee piuttosto originali e poco ortodosse». Secondo alcune voci, a Faraco venne in mente proprio quel design da una battuta secondo la quale l'aspetto, in generale, di un joystick assomiglierebbe a un fallo, e che perciò la Atari avrebbe dovuto sviluppare un cabinato con delle periferiche più "femminili".
Come con Space Race, il progetto iniziale di Faraco venne cambiato a causa delle sue spese ingenti dopo la realizzazione di alcune dozzine di unità; i joystick per Gotcha vennero dotati quindi di aspetto e forma più tradizionale poco prima della data di rilascio, nell'ottobre 1973. Il progetto comunque ispirò il volantino pubblicitario per il gioco, che rappresentava un uomo che inseguiva una donna in camicia da notte con il cabinato dai controller a forma di seno dietro di loro. Le dimensioni della macchina erano all'incirca un metro e mezzo di altezza ed un peso di 90 chilogrammi. L'idea dei joystick a forma di seno venne riciclata per un altro gioco arcade, Touch Me, del 1974, ma anche questa volta non fu applicata in fase di produzione.
In un promemoria del dipartimento di ingegneria dell'Atari, datato 3 agosto 1973, il co-fondatore Nolan Bushnell scrisse di avere in mente di sviluppare una versione di Gotcha per venti giocatori in tempo per una fiera commerciale che doveva tenersi a fine anno. Tuttavia tale proposito non andò mai in porto. Invece, furono rilasciate contemporaneamente al gioco e mostrate all'inizio di novembre, al Music Operators of America - Music & Amusement Machines Exposition, due suoi nuovi modelli: uno colorato a tinta unita, mentre l'altro multicolore (rosso, verde e blu). Non ne furono prodotte molte unità (il loro numero si attesta tra i 20 e i 100 esemplari), ma queste versioni di Gotcha sono da ritenersi i primi due giochi arcade colorati, realizzati solo un mese prima di Wimbledon, un clone a colori di Pong clone.

## Accoglienza
Gotcha fu non solo una delusione commerciale per la Atari, ma venne anche «accolto in maniera tiepida» dalla critica, «suscitando poco più di una controversia». L'inventore Ralph Baer, tuttavia, affermò che vendette comunque 3.000 unità. Inoltre, nonostante il videogioco fosse il secondo dell'azienda a non essere correlato a Pong, il mercato videoludico arcade del 1973 era ancora in gran parte dominato dai cloni di quest'ultimo (e per questo motivo Gotcha fu il ventesimo prodotto arcade mai prodotto, sebbene uscito soltanto un anno dopo il quarto, che era per l'appunto Pong). Fu anche il primo videogioco a tema labirintico ad essere commercializzato (in quanto nel 1959 venne realizzato un gioco per computer uguale ma mai venduto, Mouse in the Maze).